# Kaman K-Max

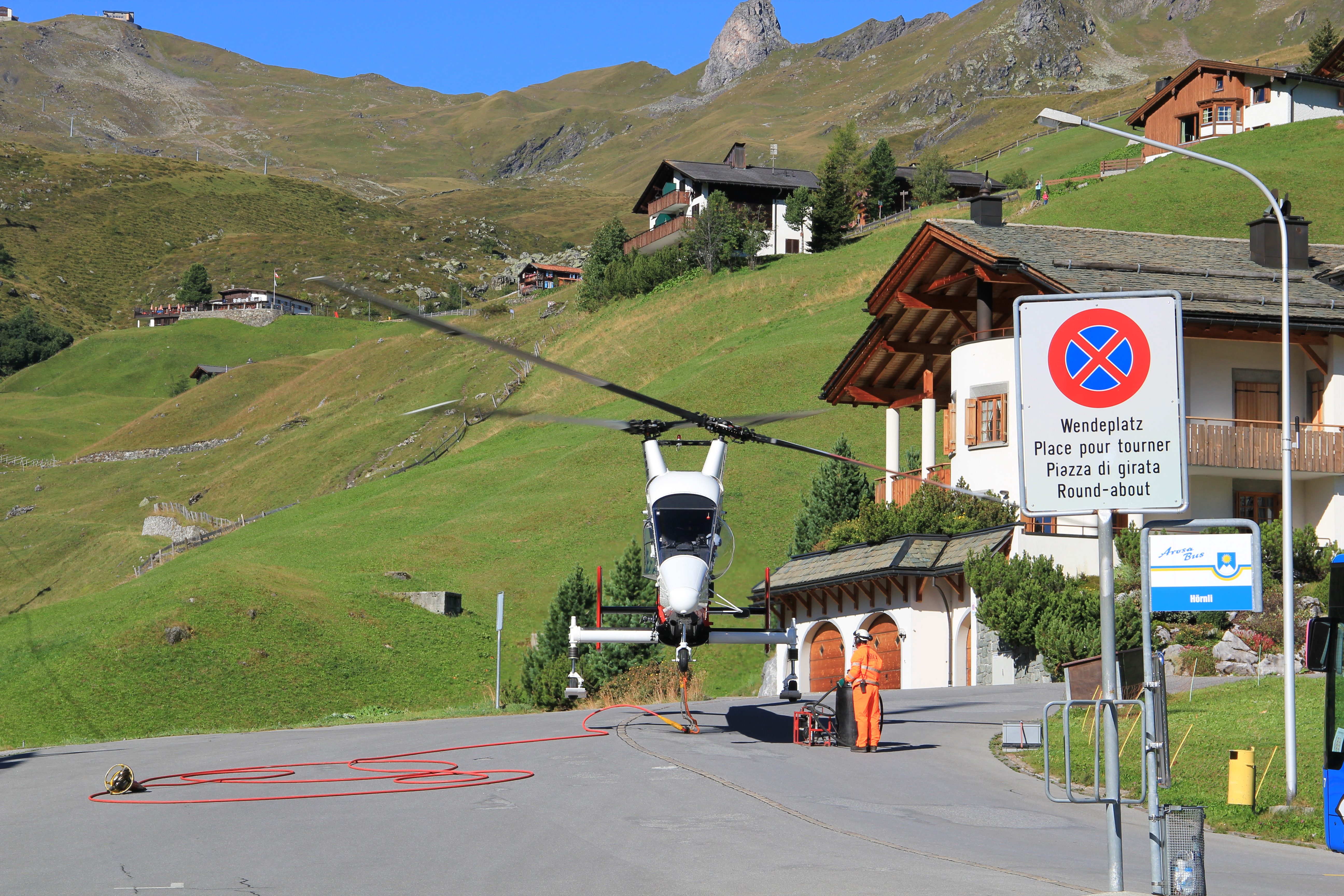
Kaman K-1200 K-Max von vorn – gut zu erkennen die sehr schmale Rumpfsilhouette

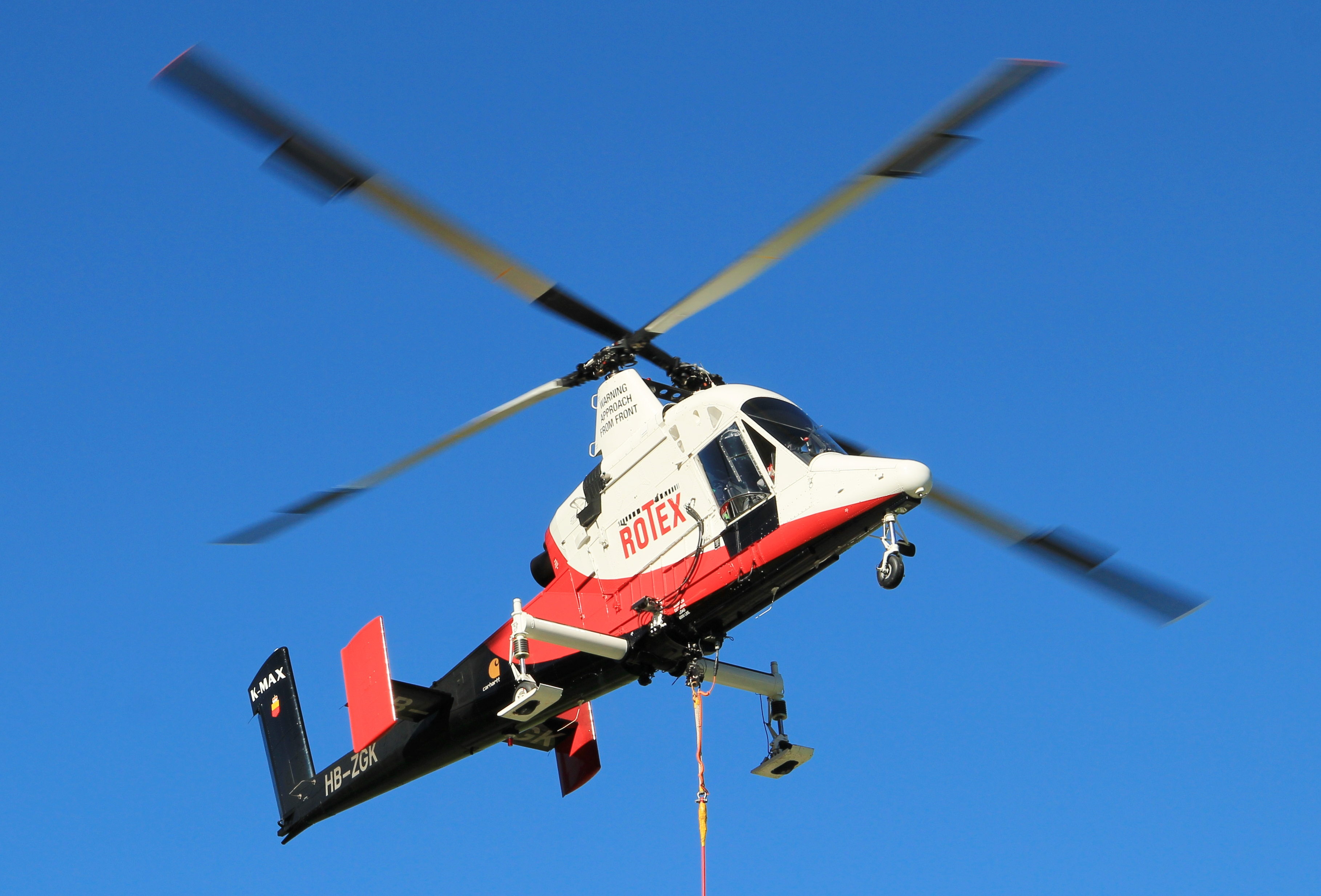
Kaman K-Max der Firma Rotex mit dem Kennzeichen HB-ZGK

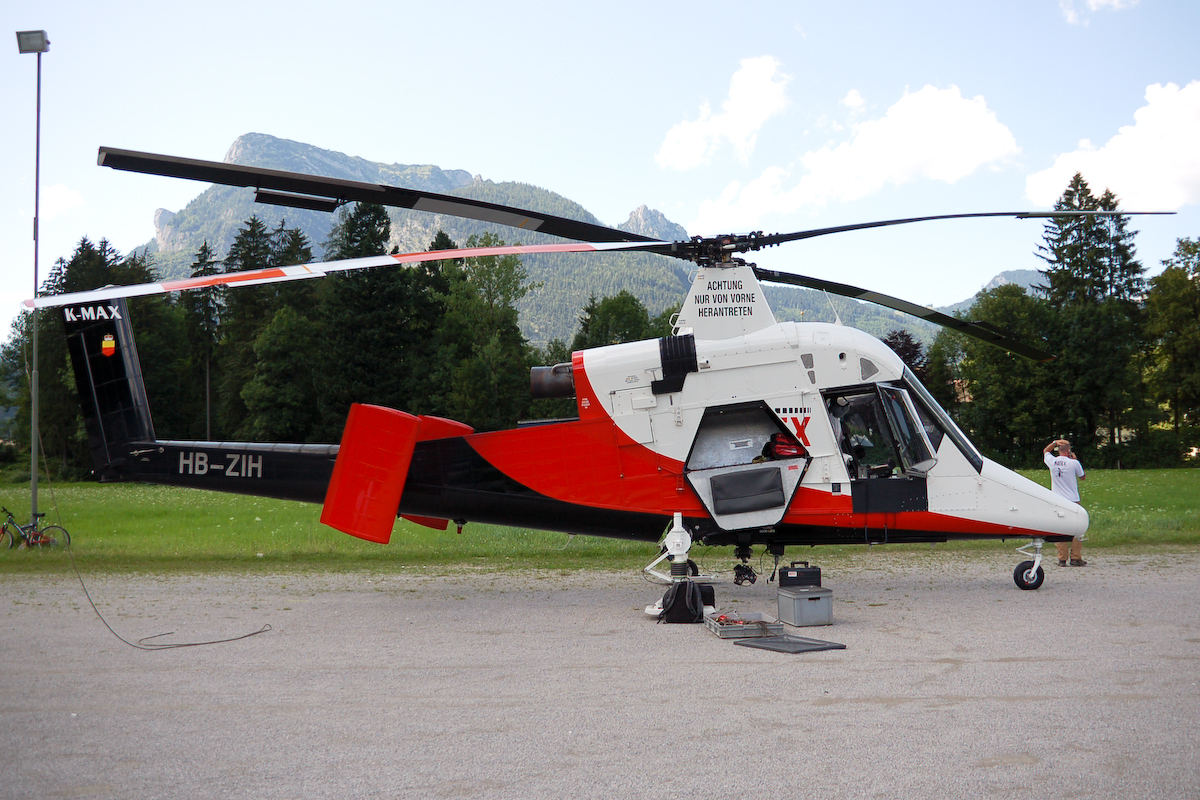
Kaman K-Max der Firma Rotex

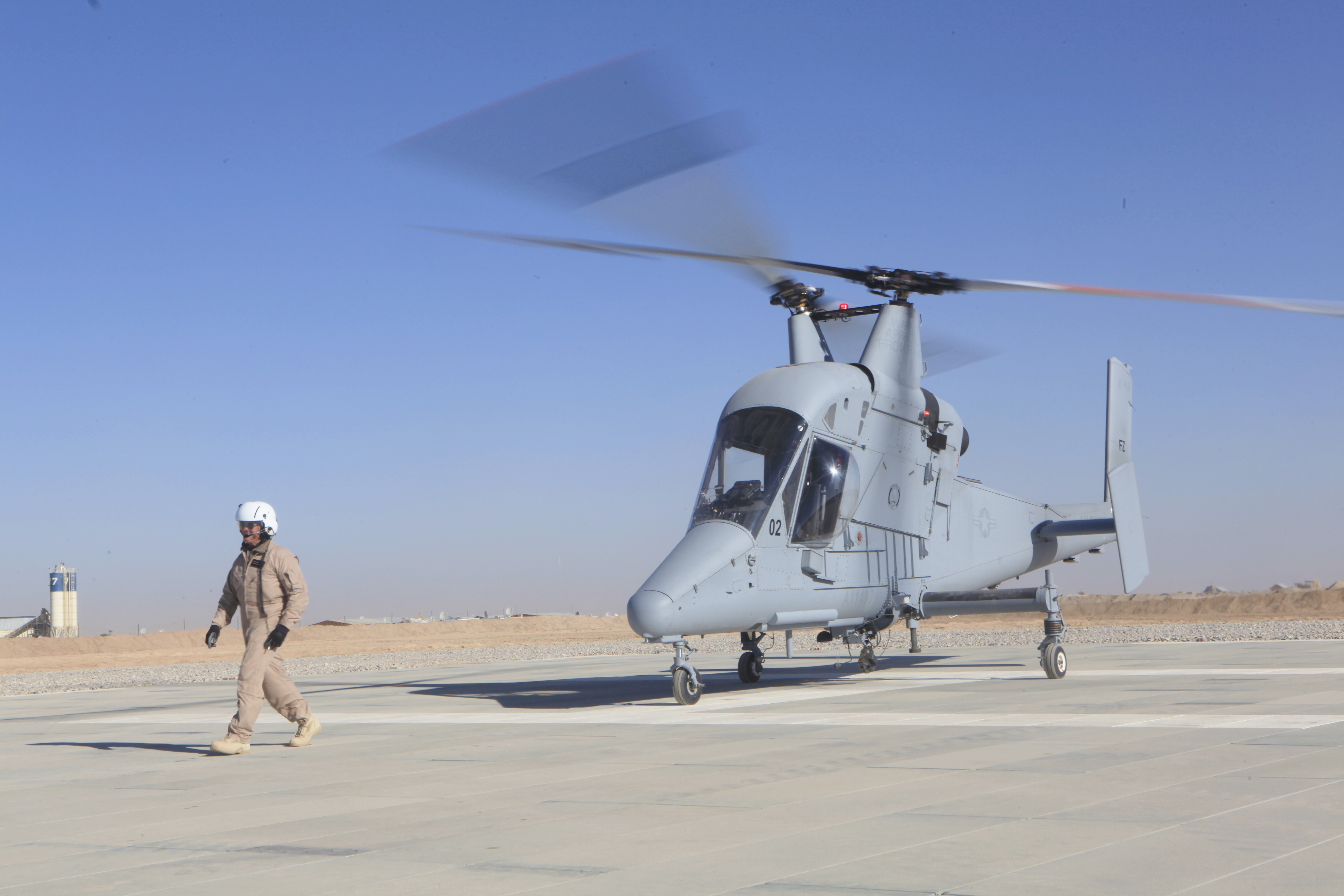
Unbemannter K-Max der USMC in Afghanistan

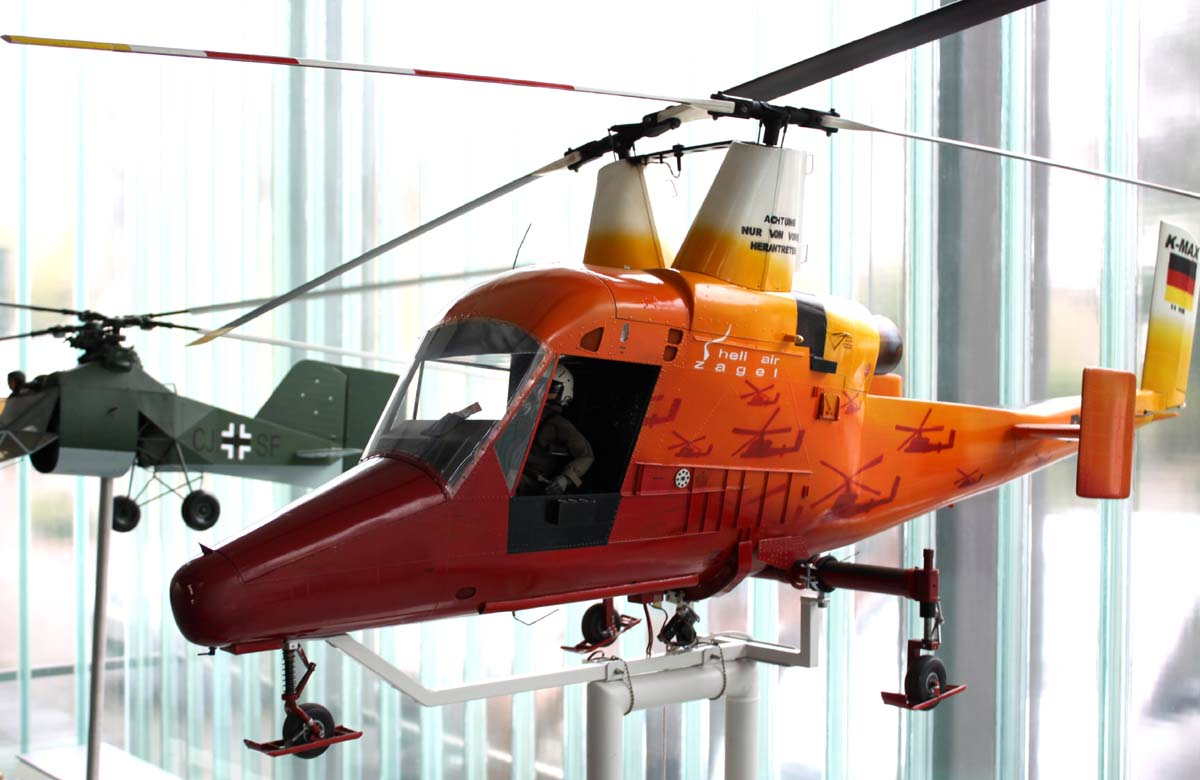
Modell des Kaman K-1200 K-Max im Maßstab 1:6 im Hubschraubermuseum Bückeburg

Der K-1200 K-Max ist ein Hubschrauber mit Flettner-Doppelrotor (ineinandergreifende Hauptrotoren mit Flettner-Klappen) des US-amerikanischen Herstellers Kaman Aerospace. Er ist speziell für den Transport von Außenlasten entwickelt worden.

## Geschichte
Der K-Max wurde speziell zum Transport von Außenlasten entworfen und basiert auf der Konstruktion des deutschen Luftfahrtingenieurs Anton Flettner. Nach dem Erstflug am 23. Dezember 1991 wurde die Maschine 1994 schließlich zugelassen. Aufgrund der starken Spezialisierung wurden nur wenige Exemplare gebaut und die Produktion lief 2003 vorläufig aus.
Aufgrund der weiter bestehenden Nachfrage für dieses Nischenprodukt gab Kaman 2015 bekannt, die Produktion des zivilen K-Max wieder aufzunehmen. Die erste Maschine der neuen Serie wurde 2017 ausgeliefert, außerdem wurde beabsichtigt, die Avionik zu modernisieren.
Mitte 2015 erhielt eine unbemannte Version der K-MAX die militärische Bezeichnung CQ-24A. Eine Version als Optionally Piloted Vehicle BURRO (Broad Area Unmanned Responsive Resupply Operations) für militärische Nachschubzwecke befand sich 2019 im fortgeschrittenen Entwicklungsstadium. Im Feldversuch mit zwei Hubschraubern in Afghanistan waren bereits früher über 1000 Einsätze unbemannt absolviert.
Eine ferngesteuerte Anwendung wäre auch bei der Feuerbekämpfung in Extremsituationen wünschenswert gewesen sowie zur Verlängerung der ununterbrochenen Einsatzzeit.
Im Jahr 2023 verkündete der Hersteller die endgültige Einstellung der Produktion dieses Hubschraubers.

## Technik
Der besondere Vorteil der Auslegung nach dem Flettner-Doppelrotor-Prinzip liegt in der großen Nutzlast, die mit relativ geringer Antriebsleistung erreicht wird; beim K-Max übersteigt diese die Leermasse deutlich. Es entstand so ein einmotoriges Fluggerät, das aufgrund seines speziellen Einsatzzweckes – Flüge mit großen Außenlasten – sehr minimalistisch ausgeführt wurde. Der Rumpf in Aluminium-Halbschalenbauweise ist gerade so breit, den Piloten sowie das Triebwerk mit Getriebe und den Kraftstofftank aufzunehmen. Auf Copiloten- und Passagiersitze wurde ebenso verzichtet wie auf internen Stauraum, mit Ausnahme eines kleinen Gepäckfaches hinter dem Pilotensitz. Durch diese einfache Konstruktion wird die Leermasse so gering wie möglich gehalten, zudem hat der Pilot zu beiden Seiten seines Cockpits eine sehr gute Sicht nach unten auf die Außenlast. Der Rumpf hat ein starres Dreibeinfahrwerk sowie einen Heckausleger mit horizontalen und vertikalen Stabilisierungsflächen, die zur Steuerunterstützung als Pendelruder (horizontale Stabilisierungsfläche) und als Ruderklappe mit angelenkt werden. Die gegenläufig ineinanderkämmenden Rotoren haben jeweils zwei Rotorblätter und sind über das Hauptgetriebe fest um 90° versetzt synchronisiert. Die Steuerung der Anstellwinkel der Rotorblätter erfolgt mit jeweils einer Flettner-Klappe an der Hinterkante der Blätter. Die Rotorblätter bestehen aus einem formgebenden, durchgehenden Nasenholm aus Sitka-Fichten-Schichtholz im vorderen sowie einem wabenförmigem Stützkern im rückwärtigen Teil des Profils und sind mit Faserverbund-Laminat überzogen.
Als Besonderheit besteht die Möglichkeit, für kurze Flüge einen Passagier bzw. ein Crewmitglied an einem außen am Rumpf befestigten Sitz („Personnel carrying device system“) mitzunehmen.

## Einsatz
Der K-Max wird hauptsächlich zum Heli-Logging in schwer zugänglichen Gebieten eingesetzt, da das Bergen der Baumstämme aus der Luft für die Wälder und Böden wesentlich schonender ist als schweres Arbeitsgerät am Boden, das Schäden im Unterholz anrichtet. Ein ähnlicher Einsatzschwerpunkt aus jüngerer Zeit ist die schnelle Aufarbeitung von Wurfholz nach Sturmschäden im alpinen Bereich, um Borkenkäferbefall vorzubeugen; so waren nach dem Orkan Kyrill im Januar 2007 mehrere Maschinen dieses Typs im bayerischen und österreichischen Alpenraum im Einsatz.
Diese Maschinen werden darüber hinaus in der Schweiz und in Liechtenstein eingesetzt: HB-XHJ stürzte 1999 ab; eine Maschine der „Eagle Helicopter“ in Zweisimmen erlitt bei einer Notlandung wegen technischer Probleme am 2. Oktober 2007 auf der Ibergeregg im Schweizer Kanton Schwyz Totalschaden. Ab der letzten Auslieferung einer Maschine im Juli 2023 mit der Seriennummer A94-0060 sind vier K-Max bei der „Rotex“ im liechtensteinischen Balzers im europaweiten Einsatz. Eine andere (JA6184) gehört Kyokuto Boeki (Japan Royal Helicopter) in Japan. Eine Maschine (HB-ZXY) stürzte am 3. April 2024 bei Baumfällarbeiten in Thüringen ab.

## Technische Daten
| Kenngröße                         | Daten                                     |
| --------------------------------- | ----------------------------------------- |
| Gesamtlänge mit laufenden Rotoren | 15,85 m                                   |
| Gesamthöhe (ohne Last)            | 4,14 m                                    |
| Rotordurchmesser                  | 2 × je 14,73 m                            |
| Rotordrehzahl                     | ca. 260–270/min                           |
| Leermasse                         | 2300 kg                                   |
| max. Zuladung                     | 3109 kg                                   |
| max. Last am Haken                | 2720 kg                                   |
| max. Startmasse                   | 5443 kg                                   |
| Höchstgeschwindigkeit             | 185 km/h                                  |
| max. Flughöhe                     | 4570 m (im VFR-Betrieb)                   |
| Tankinhalt                        | 865 l Kerosin                             |
| Triebwerk                         | eine Wellenturbine Avco-Lycoming T5317A-1 |
| Leistung                          | max. 1350 SHP (Wellen-PS)                 |